# Église Saint-Panteleïmon de Saint-Pétersbourg

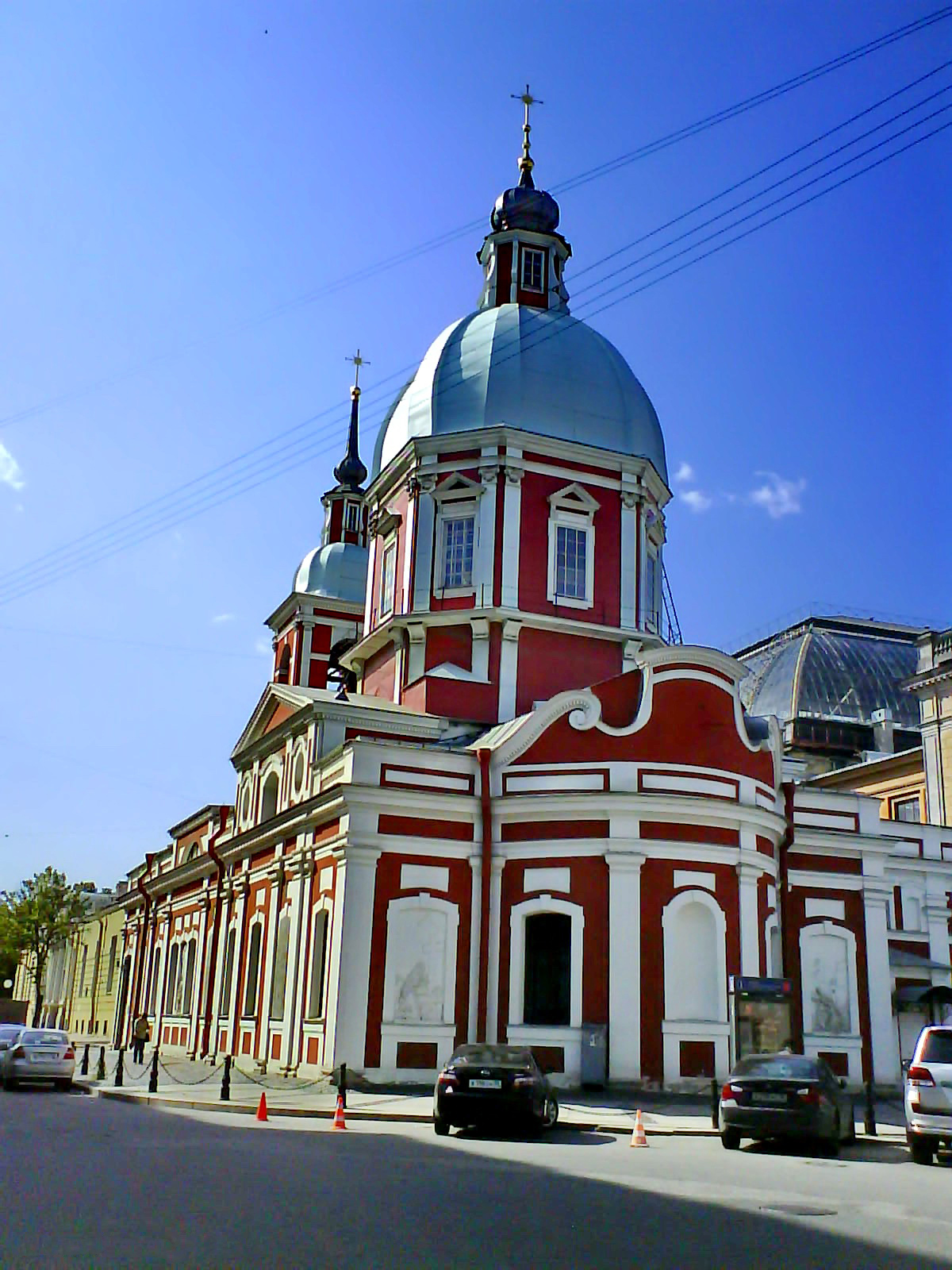
église Saint-Panteleïmon

L'église Saint-Panteleïmon (en français Pantélémon, russe : Пантелеимоновская Церковь) est une église paroissiale orthodoxe
de la ville de Saint-Pétersbourg, qui se trouve à l'intersection de la rue Pestel et de la ruelle Soliana. C'est un monument architectural du XVIIIe siècle de style baroque. Comme la cathédrale Saint-Nicolas-des-Marins de Saint-Pétersbourg, elle est dédiée à la gloire des forces navales russes.
L'église est située près du Pont Panteleïmon qui passe au-dessus de la rivière Fontanka, après la rue Pestel (ancienne rue Saint-Pantélémon).

## Origine
En 1718, Pierre le Grand fait construire par les ouvriers du chantier naval dit particulier, au confluent de la Fontanka, le long du Jardin d'été, une chapelle Saint-Panteleïmon. Pantaléon de Nicomédie qui a donné le nom russe Panteleïmon est fêté le 27 juillet. Or c'est la date à laquelle la flotte russe dirigée par Pierre le Grand a remporté en 1714 une importante victoire sur la flotte suédoise à la péninsule de Hanko qui est aussi appelée bataille d'Hangö Oud. Le 2 septembre 1722, une première église qui vient remplacer la simple chapelle est consacrée. Elle est due à l'architecte Nicolas Harbel (de).

## Histoire
Dès 1735, et jusqu'à 1739, une nouvelle église est construite en pierre. L'extérieur est décoré de pilastres de style toscan, selon le projet de l'architecte russe Ivan Korobov. La nouvelle église dispose d'un clocher et d'une toit en forme de tente. L'intérieur est décoré par l'artiste Gabriel Ipatov ; les icônes et l'intérieur de la coupole ont été réalisés par le peintre Andreï Kvachnine.
La nouvelle église est consacrée le 27 juillet 1739 (la 7 août dans le calendrier grégorien) par l'évêque Ambroise de Vologda. Mais c'était une église non chauffée; si bien qu'en 1764 lui est ajoutée une chapelle chauffée, dédiée à sainte Catherine, déplacée au trapeznaïa en 1783.
En 1833—1834, le poète Alexandre Pouchkine vivait en face de l'église et il fréquentait les offices qui s'y donnaient ,
En 1834—1835, l'édifice a été reconstruit dans le style empire par l'architecte Vincent Beretti, et, dans les années 1840, les façades ont été décorées de bas-reliefs en marbre, œuvre du sculpteur Alexandre Loganovski. L'église a été agrandie à plusieurs reprises: en 1852 du côte de la rivière Fontanka suivant le projet de l'architecte Ivan Malguine ; en 1875, du côté de l'actuelle rue Pestel, l'architecte Vassili Hekker modifie le porche et installe une chapelle à l'intérieur de celui-ci, et, en 1895—1896, l'architecte Evgueni Anikine (ou selon certains Ivan Golmdorf) fait ajouter une chapelle dédiée au prince Michel Ier de Kiev et à son fils Théodore du côté de la Neva. C'est sous cet aspect que l'église est arrivée jusqu'à l'époque actuelle.
En 1914, des plaques de marbre ont été rajoutées à l'initiative de la société impériale militaro-historique russe sur façade, reprenant les noms des régiments qui ont combattu en 1714 à la Bataille d'Hangö Oud, et en 1720 à la bataille de Grengam.
À partir de 1922 et jusqu'à la fermeture de la paroisse par le pouvoir soviétique en 1936, la paroisse appartenait aux structures de l' l'Église vivante ; l'église était sous l'autorité directe d' Alexandre Vvedenski, le leader du mouvement de l'Église vivante.
Entre 1944 et 1946 un mémorial a été construit en face de l'église en hommage aux défenseurs de la Base navale de Hanko et de la bataille de Hanko (architectes Valentin Kamenski, Anna Leïman).

## Vie actuelle de la paroisse
En 1991, l'église est rentrée dans la patrimoine du diocèse de Saint-Pétersbourg, après la dislocation de l'URSS. Depuis 1994 et la fête du Baptême du Christ, des services religieux y ont lieu régulièrement.
En 2002—2003 la façade et les coupoles ont été restaurées. En 2007 a débuté la restauration des peintures.

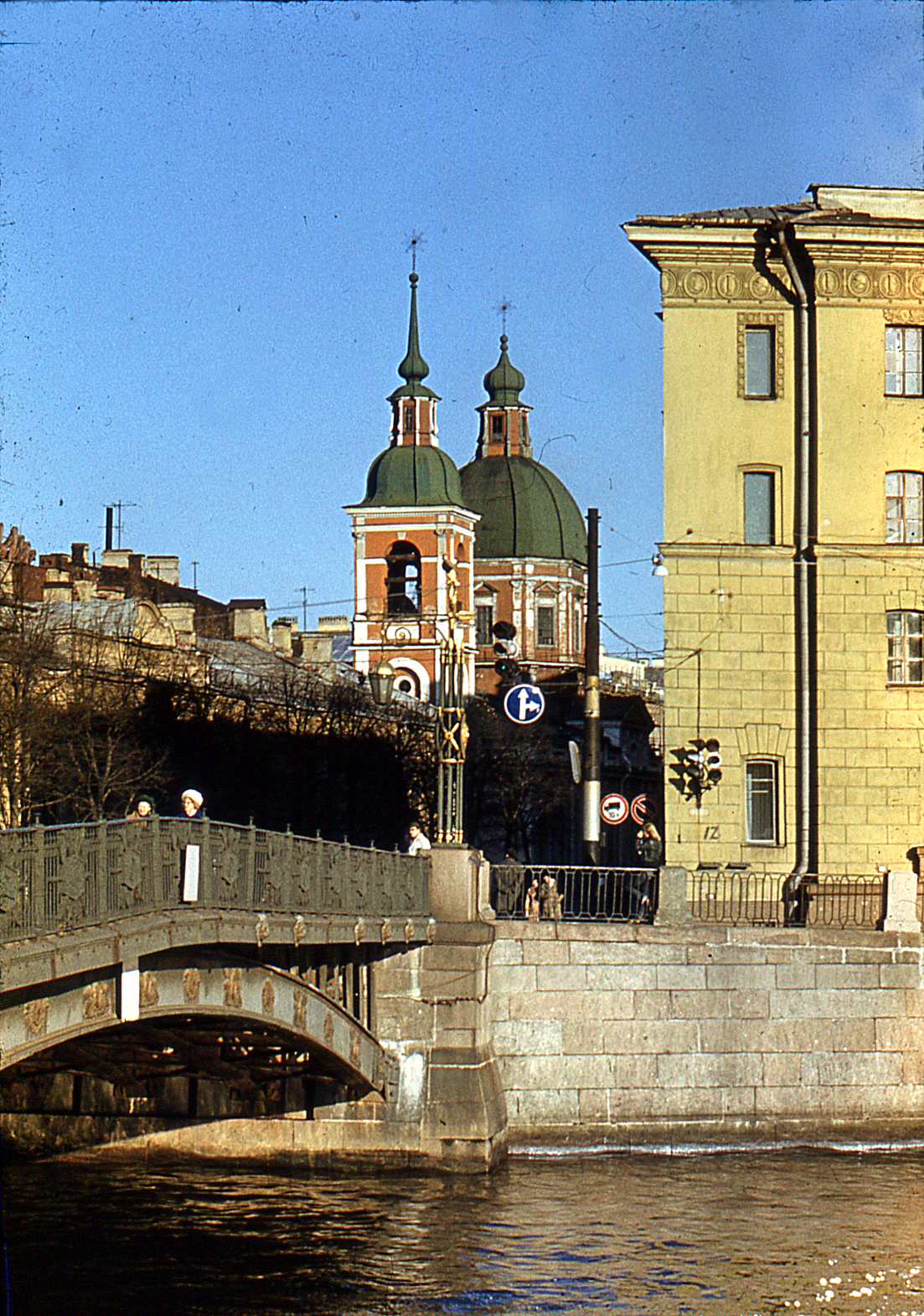
église Saint-Panteleïmon et pont Panteleïmon
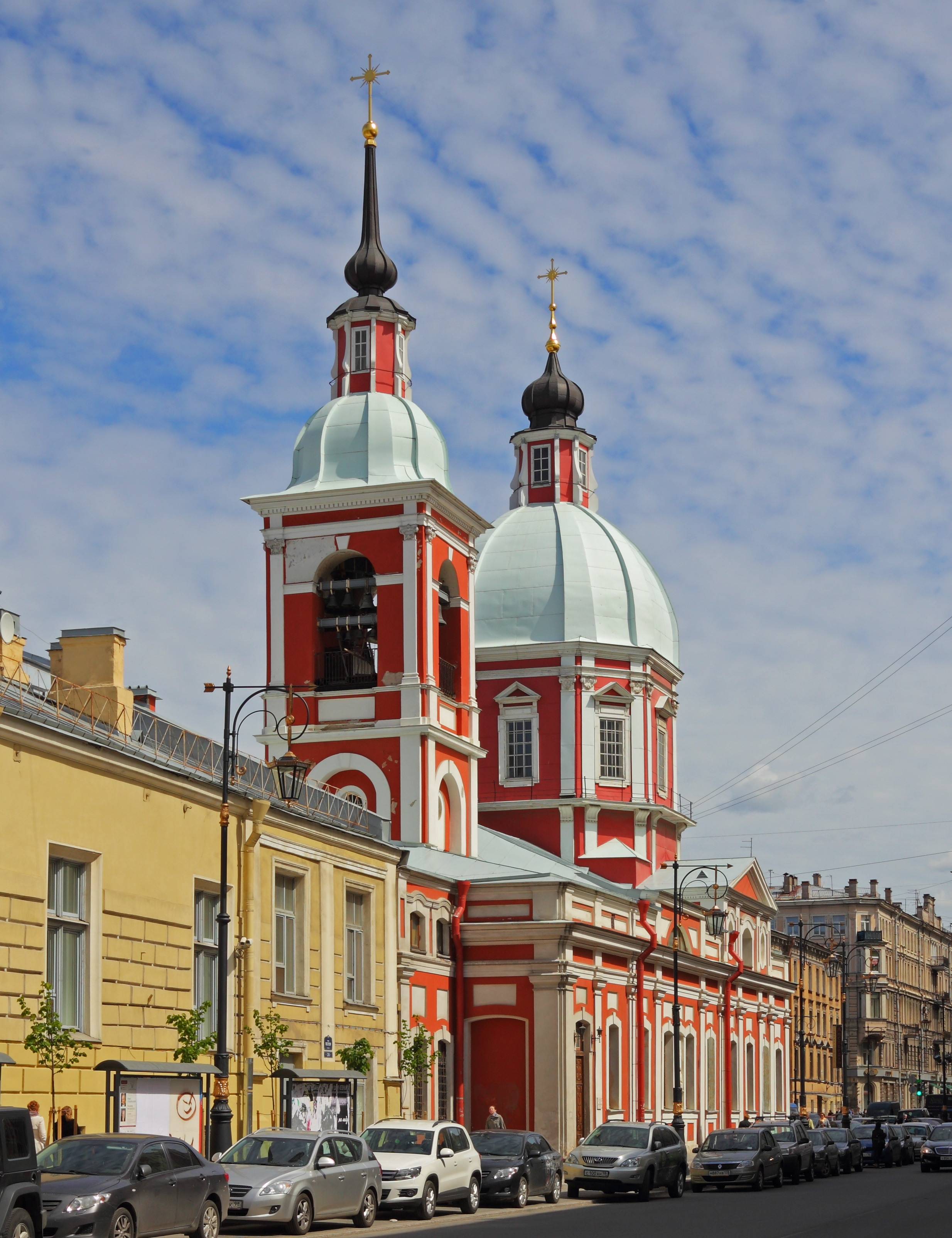
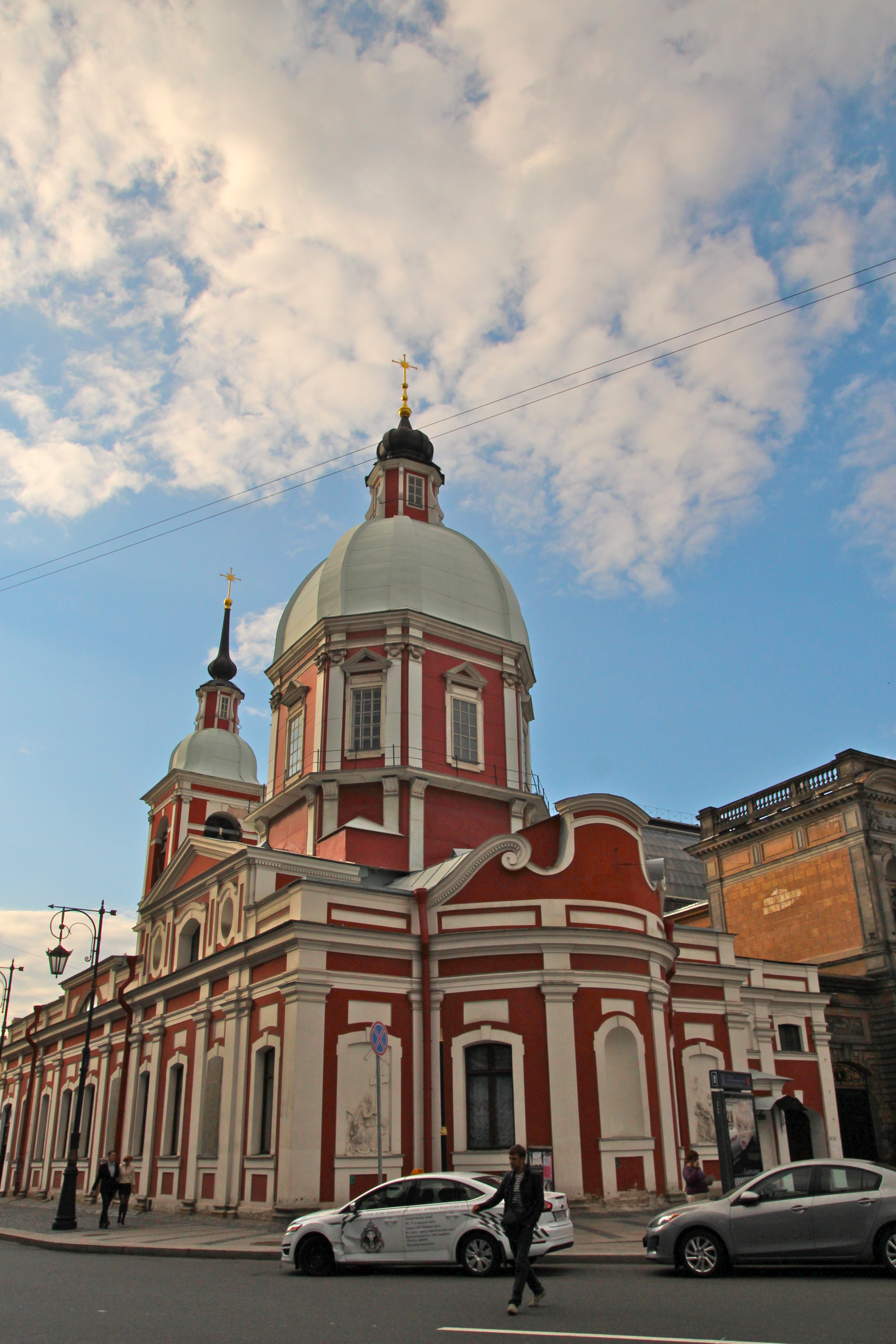
église Saint-Panteleïmon au croisement de la rue Pestelia et ruelle Soliana
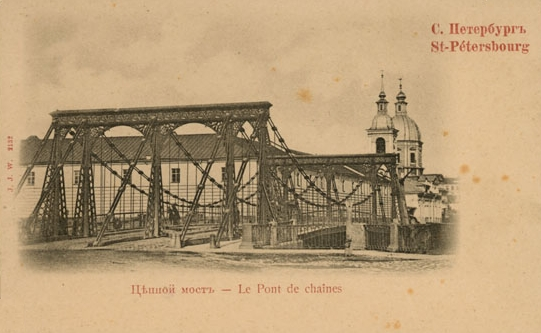
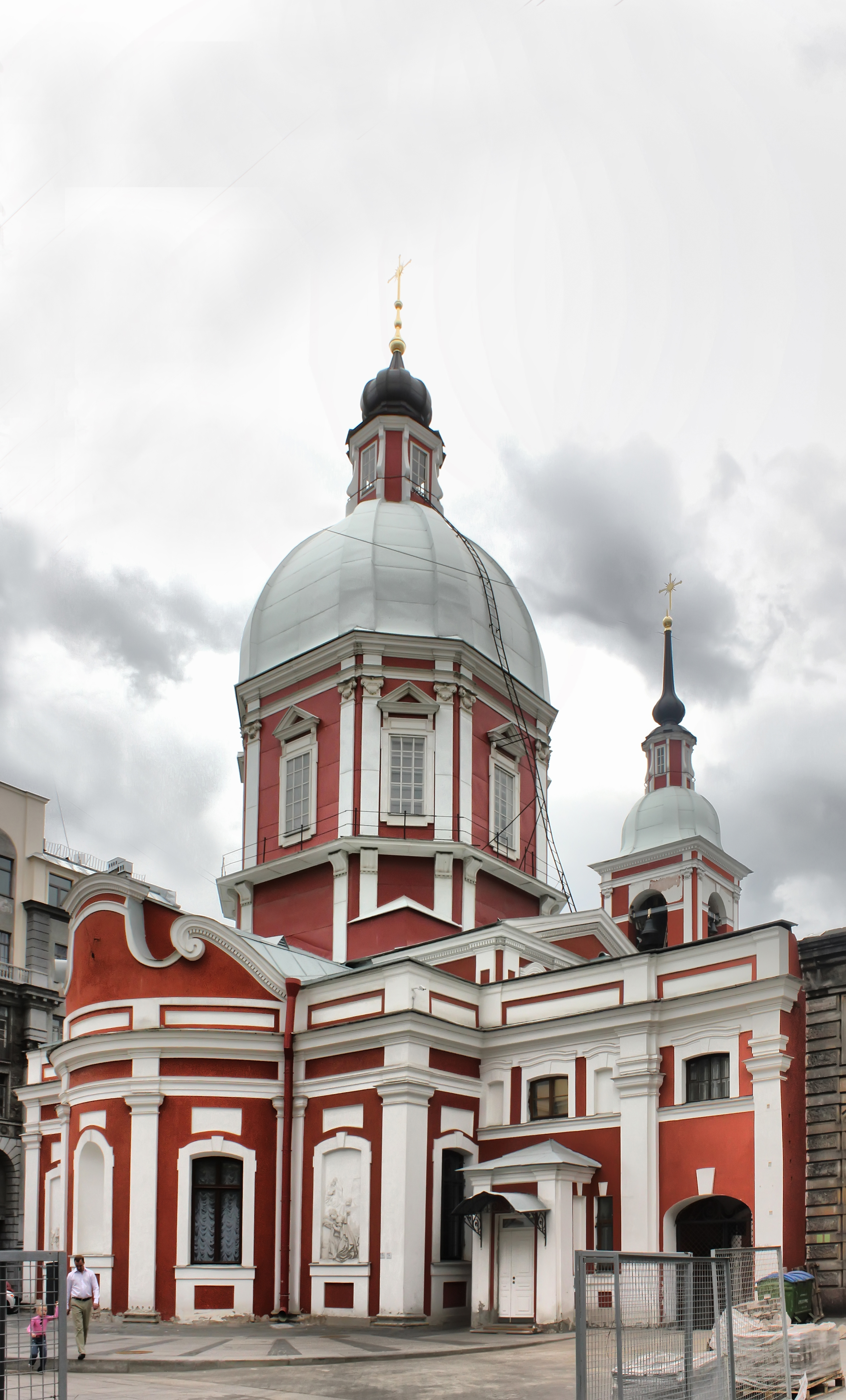